# Vieux pont du Vigan
Le vieux pont du Vigan est un ouvrage du XIVe siècle situé sur la commune du Vigan dans le département du Gard (Languedoc-Roussillon).

## Histoire
Le pont est inscrit au titre des monuments historiques par arrêté du 15 mars 1938.